# Staromínskaia
Staromínskaia - Староминская (rus) - és una stanitsa del krai de Krasnodar, a Rússia. Es troba a la vora esquerra del pantà de Staromínskaia sobre el riu Sossika. És a 4 km al sud de la seva desembocadura al riu Ieia, a les terres baixes de Kuban-Priazov. És a 165 km al nord de Krasnodar.
Pertany a aquesta stanitsa el khútor de Jóltie Kopani.

## Història
La vila fou fundada el 1794 com un dels primers quaranta assentaments dels Cosacs del Kuban de la mar Negra. Fou denominada Minskoie o Misnk pel nom de la vila de Mena, a la vora del Desnà, prop de Txerníhiv, al nord de l'actual Ucraïna. El 1821 fou fundada Novominskaia, per això la vila canvià el nom pel de Staromínskaia (Mínskaia vella). El 1861 tenia ja 4.858 habitants i escollia un ataman. El 1863 s'hi construí la primera escola.
A començaments del segle XX Staromínskaia tenia dues esglésies i dues escoles, a més de diversos establiments agrícoles, industrials i comercials. Fins al 1920 pertanyia a l'otdel de Ieisk, a la província de Kuban. El 1924 fou designada centre del nou raion de Staromínskaia. El 1933 fou inclosa dins les llistes negres de sabotatge per dificultar la col·lectivització de terres a la Unió Soviètica, per això gran part de la població morí de fam o fou exiliada a altres zones de l'URSS. Durant la Segona Guerra Mundial fou ocupada per la Wehrmacht de l'Alemanya nazi el 5 d'agost del 1942 i alliberada per l'Exèrcit Roig el 3 de febrer del 1943.

## Demografia
| 1861  | 1897   | 1959   | 1970   | 1979   | 1989   | 2002   | 2010   |
| ----- | ------ | ------ | ------ | ------ | ------ | ------ | ------ |
| 4.858 | 10.244 | 22.779 | 26.373 | 27.933 | 30.743 | 30.072 | 29.809 |